# Oreanthes fragilis
Oreanthes fragilis är en ljungväxtart som först beskrevs av Albert Charles Smith, och fick sitt nu gällande namn av J.L. Luteyn. Oreanthes fragilis ingår i släktet Oreanthes och familjen ljungväxter. Inga underarter finns listade i Catalogue of Life.